# Was

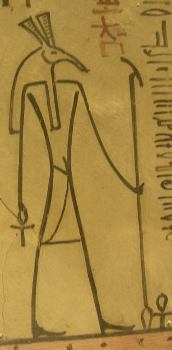
O cetro Was segurado pelo deus Seti, no tumba do faraó Tutemés III

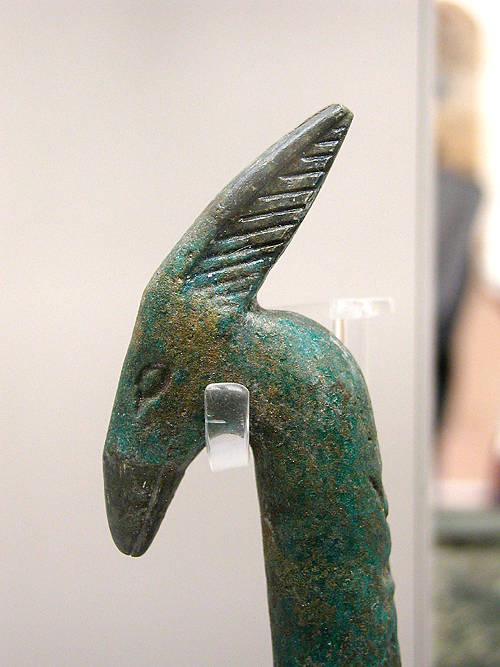
O cetro Was

Was é um cetro que simbolizava poder, força e domínio na mitologia egípcia. Tinha a forma de uma haste reta coroada com cabeça de um animal fabuloso, sendo a extremidade inferior bifurcada. Ele pode vir acompanhado de outros símbolos, como a cruz Ankh e o Djed.

## História
O uso do cetro pode ser atribuído ao período pré-dinástico do Egito, como uma vara para conduzir gado que, por algum motivo, passou a simbolizar um elemento ligado ao poder e força. Na "Tumba 100" de Hieracómpolis figura um personagem carregando um cajado semelhante ao cetro Was.
Em contextos funerários, o cetro Was sempre estava associado com o bem-estar, dominação e poder divino que o falecido necessitava para viver em vida após a morte.

## Cetro divino
Em representações de templos, túmulos e estelas, o cetro Was aparece sendo levado pelos deuses Ptá, Socáris e mais tardiamente Osíris. Também aparece com Amom-Rá e Quespisiquis na capela de Ramessés II do templo Medinet Habu, por Rá-Haraqueti na tumba de Tutancâmon e pelo deus Seti na estela do ano 400, em Tanis.
Embora seja um atributo típico de deuses masculinos, algumas vezes era levado por deusas, como Bastet ou Sátis.

## Tebas
A antiga Uaset era chamada "a cidade do cetro Was", embora mais tarde os gregos viessem a denominá-la Tebas, sem que se saiba ao certo a razão exata pela qual lhe foi atribuído esse nome.

## Amuleto
O cetro Was era um dos amuletos egípcios populares, simbolizando domínio.